# 馬拉巴吻棘鰍
馬拉巴吻棘鰍為輻鰭魚綱合鰓目刺鰍亞目刺鰍科的其中一種，分布於亞洲印度的淡水流域，體長可達26公分，棲息在河川溪流、湖泊池塘、沼澤、稻田，屬肉食性。